# Декстер (город, Миннесота)
Декстер (англ. Dexter) — город в округе Моуэр, штат Миннесота, США. На площади 3,8 км² (3,8 км² — суша, водоёмов нет), согласно переписи 2002 года, проживают 333 человека. Плотность населения составляет 88,7 чел./км².
- Телефонный код города — 507
- Почтовый индекс — 55926
- FIPS-код города — 27-15886[1]
- GNIS-идентификатор — 0642794[2]